# Puiseux-en-France
Puiseux-en-France é uma comuna francesa na região administrativa da Ilha de França, no departamento do Vale do Oise. Estende-se por uma área de 5.11 km². Em 2010 a comuna tinha 3 575 habitantes (densidade: 699,6 hab./km²).